# Nakheel Tower
La Nakheel Tower, anciennement Al Burj, est un projet de gratte-ciel annulé situé à Dubaï (Émirats arabes unis) et développé par Nakheel.
Les travaux de fondation ont débuté en février 2008. Ils comportaient une paroi moulée périmétrale de 130 m de diamètre et des barrettes de fondation de 80 m de profondeur. Après un an de travaux, le promoteur a annoncé l'arrêt des travaux pour une durée de 12 mois. Le projet est finalement définitivement annulé, à cause de gros problèmes financiers rencontrés par l’Émirat.